# Yên Thanh
Yên Thanh là một phường thuộc thành phố Uông Bí, tỉnh Quảng Ninh, Việt Nam.

## Địa lý
Phường Yên Thanh nằm ở trung tâm thành phố Uông Bí, có vị trí địa lý:
- Phía đông giáp phường Quang Trung
- Phía tây giáp phường Phương Đông và phường Phương Nam
- Phía nam giáp thành phố Hải Phòng với ranh giới là sông Đá Bạc
- Phía bắc giáp phường Thanh Sơn.

Phường có diện tích 16,26 km², dân số năm 1999 là 5.897 người, mật độ dân số đạt 363 người/km².

## Lịch sử
Sau năm 1954, Yên Thanh là một xã thuộc huyện Yên Hưng.
Ngày 8 tháng 10 năm 1957, Ủy ban Hành chính khu Hồng Quảng ra Quyết định số 2193-TCCB chia xã Yên Thanh thành hai xã Yên Thanh và Yên Trung.
- Xã Yên Trung có 4 thôn: Bí Thượng, Bí Trung, Tân Lập, Cửa Ngăn.
- Xã Yên Thanh có 5 thôn: Điền Công, Lạc Trung, Lạc Thanh, Đồng Lối, Bí Giàng và 2 xóm: Khe Cát, Dương Ca.[4]

Ngày 28 tháng 10 năm 1961, Hội đồng Chính phủ ban hành Nghị định số 181-CP. Theo đó, giải thể xã Yên Thanh:
- Sáp nhập hai thôn Lạc Trung, Đồng Nối vào thị xã Uông Bí mới thành lập
- Sáp nhập xã Yên Trung và hai thôn Bí Giàng, Lạc Thanh thuộc xã Yên Thanh để thành lập xã Phương Đông thuộc huyện Yên Hưng
- Tách thôn Điền Công để thành lập xã Điền Công thuộc huyện Yên Hưng.[5]

Ngày 26 tháng 9 năm 1966, xã Phương Đông được sáp nhập vào thị xã Uông Bí.
Ngày 25 tháng 8 năm 1999, Chính phủ ban hành Nghị định số 83/1999/NĐ-CP. Theo đó, thành lập phường Yên Thanh trên cơ sở 1.626 ha diện tích tự nhiên và 6.969 người của xã Phương Đông.